# Argalos
Argalos o Argal (en grec antic Ἄργαλος) va ser el fill gran del mític rei Amicles d'Esparta, a qui va succeir en el tron. Era germà de Jacint. Al morir, el seu germà Cinortes va governar Esparta.